# جام خیریه انگلستان ۱۹۳۴
 جام خیریه انگلستان ۱۹۳۴ ، ۲۱امین رقابت سالانه مابین قهرمانان لیگ دسته اول فوتبال انگلستان و جام حذفی فوتبال انگلستان است.
این مسابقه در تاریخ ۲۸ نوامبر ۱۹۳۴ مابین تیم‌های آرسنال و منچستر سیتی در ورزشگاه هایبوری لندن برگزار شده‌است.
تیم آرسنال در این مسابقه با نتیجه چهار بر صفر به پیروزی رسید.

## جزئیات مسابقه
| آرسنال                         | ۴ – ۰ | منچستر سیتی |
| ------------------------------ | ----- | ----------- |
| بیرکت · مارشال · دریک · باستین |       |             |